# Bătălia de la Auerstaedt
Bătălia de la Auerstaedt, denumită și Bătălia de la Auerstädt a fost o confruntare militară care a opus un corp de armată francez, sub comanda mareșalului Davout, armatei principale prusace, aflate sub conducerea Ducelui de Braunschweig. A avut loc la 14 octombrie 1806, în apropiere de Leipzig.
În ciuda unei ofensive puternice lansate de prusaci, inclusiv un atac lansat de 5000 de călăreți, printre care și cuirasieri, aceștia nu au știut să acționeze tactic și au fost respinși cu pierderi grele. Este de notat că mareșalul francez Bernadotte, deși se afla în apropiere cu corpul său de armată, a refuzat să vină în ajutorul trupelor franceze, aflate în inferioritate numerică. Bătălia a avut loc în același timp cu cea de la Jena, care s-a dat cu 20 km mai la sud și unde Împăratul Napoleon credea că a angajat principala armată prusacă. În realitate, aceasta din urmă s-a luptat la Auerstaedt, ceea ce face victoria franceză cu atât mai surprinzătoare și mai impresionantă.